# Cambodia (песня)
«Cambodia» (с англ. — «Камбоджа») — песня британской певицы Ким Уайлд. Была издана как сингл в конце 1981 года. Потом вошла в её второй альбом Select (1982).
Песня была написана для Ким Уайлд её отцом, поп-звездой 1950-х годов Марти Уайлдом и спродюсирована её братом Рики Уайлдом.
В тексте песни отражено влияние американской внешней политики 1970-х годов на психику людей.
Как писал французский еженедельный журнал L’Express, радиостанции тогда были наводнены этой песней, но того, что в её тексте есть политический аспект, никто особо не понимал.
Как пишет Фил Харди в своей книге The Da Capo Companion to 20th-century Popular Music, этот сингл был явно менее коммерческим, чем предыдущий «Water on Glass». При этом он стал хитом в Великобритании и перевёл Уайлд в Европе в статус одного из крупнейших музыкальных актов на тот момент, причём особенно сильно это было выражено во Франции, где сингл с песней „Cambodia“ продался в более чем миллионе экземпляров.
По жанру песню можно отнести к новой волне.

## Список композиций
12»-й сингл (Германия, RAK 052-64632)
A. Cambodia (3:56)
B. Watching For Shapes (3:42)

## Чарты
| Чарт (1981—1982) | Наив. поз. |
| ---------------- | ---------- |
| Великобритания   | 12         |
| Дания            | 1          |
| Франция          | 1          |
| Швеция           | 1          |
| Финляндия        | 10         |
| Швейцария        | 1          |
| Германия         | 2          |
| Нидерланды       | 5          |
| ЮАР              | 2          |
| Норвегия         | 3          |
| Австрия          | 4          |
| Бельгия          | 4          |
| Австралия        | 7          |
| Ирландия         | 15         |